# دلهمية
دلهمية هي إحدى القرى المحتلة والمدمرة التابعة لمحافظة القنيطرة في هضبة الجولان بجنوب غرب سوريا.

تتبع ناحية قرى ومركز ومنطقة القنيطرة (187 ن-815م).
تقع في أرض بركانية وعرة، على الحافة الغربية لوادي الدلهمية إلى الغرب من تل يوسف، وإلى الجنوب الشرقي من تل أبي خنزير وتبعد 12 كم جنوب غرب مدينة القنيطرة. كان سكانها يعملون بزراعة أشجار الكرمة والحبوب والبقول زراعة بعلية، ويربون الأبقار والأغنام.